# Demostene
Demostene, figlio di Demostene del demo di Peania (in greco antico: Δημοσθένης?, Dēmosthénēs; 384 a.C. – Calauria, 12 ottobre 322 a.C.), è stato un politico e oratore ateniese, grande avversario di Filippo II di Macedonia e uno dei dieci grandi oratori attici. Notevole è il rilievo che nella vita politica e culturale ateniese del IV secolo a.C. ebbe la figura di Demostene, che una plurisecolare tradizione giudicò come il massimo oratore greco e uno dei più grandi di tutti i tempi.

## Biografia

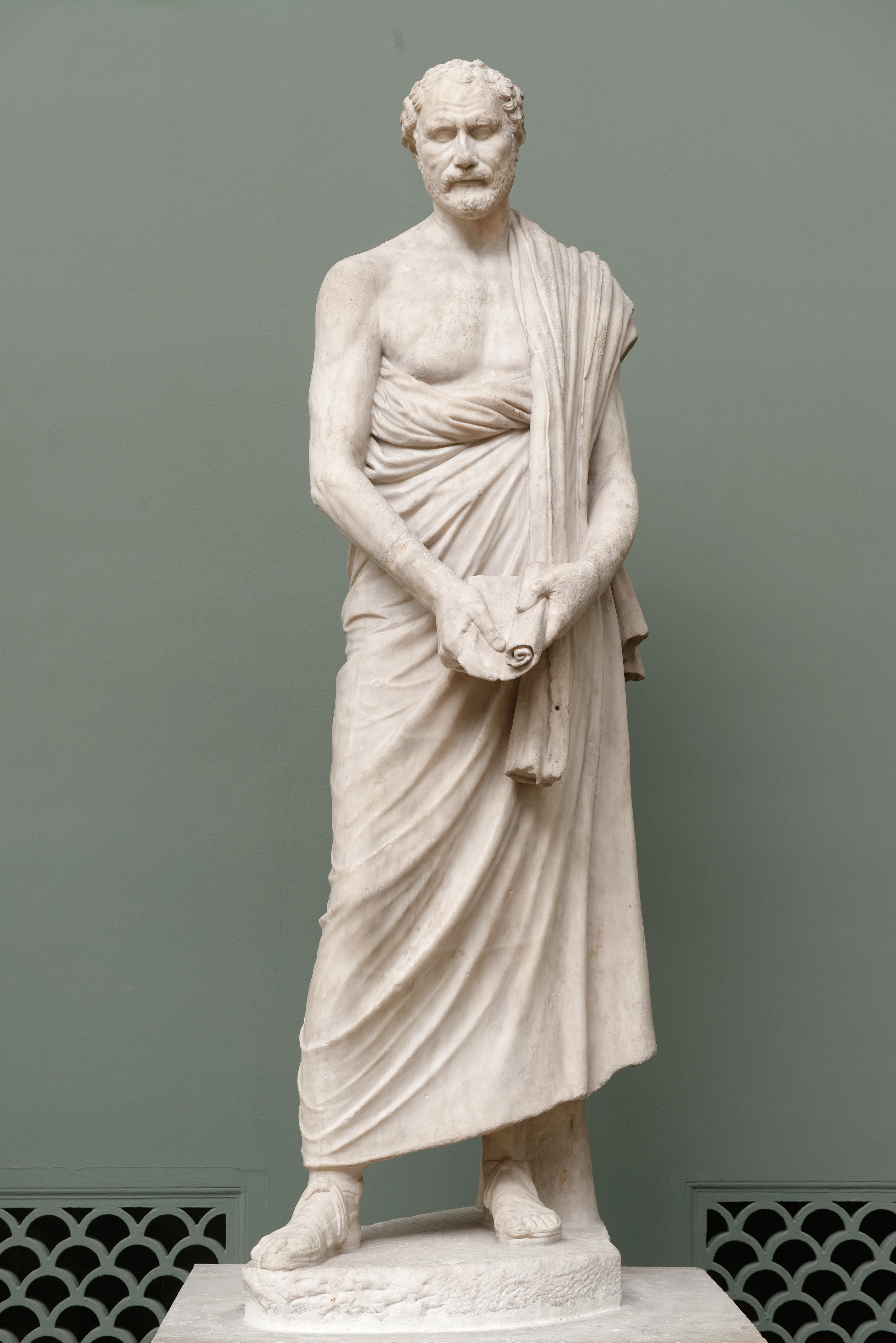
Statua di Demostene (Ny Carlsberg Glyptotek, Copenaghen), copia romana di un originale greco per opera di Polieucto

### Primi anni

#### Vita privata e famiglia
Nacque nel 384 a.C., tra la novantottesima e la novantanovesima olimpiade e ricevette il nome del padre, un ricco armaiolo, che apparteneva al demo di Peania. Quanto alla madre, Cleobule, Eschine sosteneva che fosse di origine scita ma ciò è oggetto di forti controversie tra gli studiosi: Edward Cohen, professore di Lettere classiche presso l'Università della Pennsylvania, vuole Cleobule figlia di una donna scita e di un padre ateniese, Gilone; altri studiosi, invece, insistono sulla purezza genealogica di Demostene; è comunemente attestato che Cleobule, comunque, provenisse dalla Crimea. In effetti, Gilone, nonno materno di Demostene, aveva sofferto l'esilio alla fine della guerra del Peloponneso con l'accusa di aver tradito la colonia di Ninfeo in Crimea e che poi, secondo Eschine, avesse ricevuto in dono dai regnanti Bosforo un appezzamento chiamato "i giardini" nella colonia di Kepoi (attualmente in territorio russo, a 3 km da Phanagori). In ogni caso, bisogna riconoscere che l'accuratezza del racconto di Eschine è contestata poiché gli eventi erano accaduti oltre 70 anni prima e difficilmente il pubblico sarebbe stato a conoscenza di eventuali plagi o infondatezze.
All'età di sette anni, Demostene perse il padre e fu posto sotto la tutela di Afobo, Demofonte e Terippide la cui gestione del patrimonio di Demostene padre fu disastrosa. Non appena raggiunse la maggiore età, nel 366 a.C., Demostene chiese conto della gestione dei tutori affermando che, del patrimonio accumulato dal padre e che consisteva in 40 talenti (equivalenti a circa 220 anni di reddito di un lavoratore a salari standard o 11 milioni di dollari in termini di mediana redditi annuali degli Stati Uniti), non era rimasto nulla, salvo la casa, 14 schiavi e trenta mine d'argento, pari a mezzo talento. Pertanto, all'età di vent'anni, Demostene citò in giudizio i suoi amministratori al fine di recuperare il suo patrimonio e per l'occasione preparò cinque orazioni: tre contro Afobo, tra il 363 e il 362 a.C. e due contro Onetore, parente di Afobo, tra il 362 e il 361 a.C. Conclusi i dibattimenti, il tribunale condannò i convenuti al pagamento di una somma pari a dieci talenti in favore di Demostene, che ottenne, quindi, un risarcimento parziale.
Secondo lo Pseudo-Plutarco, Demostene si sposò una volta sola con la figlia di Eliodoro, eminente cittadino ateniese, da cui ebbe una figlia, la sola che non lo chiamasse mai padre, come scrisse in una nota tagliente Eschine. La figlia, ancor nubile, morì giovane pochi giorni prima della morte di Filippo II. Giudicato "poco uomo" e impudico, anche a causa della ricercatezza nel vestire e nella cura del corpo, fu attaccato da Eschine a causa delle sue relazioni pederastiche che descrisse come «scandalosa e impropria» la relazione con Aristione, giovane da Platea che era vissuto per lungo tempo in casa di Demostene mentre in altri discorsi portò in primo piano il rapporto pederastico del suo avversario con un ragazzo di nome Cnosione riportando quanto fosse contemporaneo al matrimonio. Sempre Eschine aggiunge quanto il rivale fosse solito ingannare i giovani dei ceti elevati e cita come esempio Aristarco, figlio di Mosco, ucciso in circostanze sospette da un certo Nicodemo di Afidna proprio mentre Demostene esercitava l'incarico di tutore legale che aveva avuto alla morte di Mosco. Infine, Eschine accusa Demostene non solo di aver tratto benefici dalla morte del protetto, ma anche di complicità nell'assassinio e di aver messo le mani sulla sua eredità. Gli storici odierni, tuttavia, tendono a non prendere in considerazione l'accusa, così come le altre in merito ai tradimenti che avrebbe compiuto nei confronti dei suoi eromenoi.

#### Istruzione

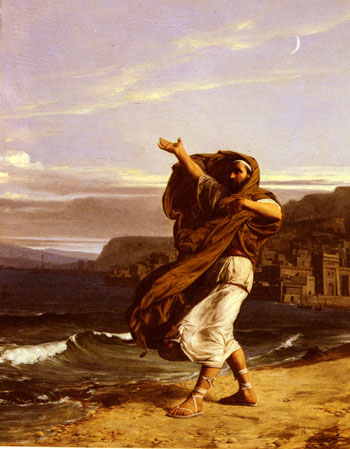
Opera di Jean-Jules-Antoine Lecomte du Nouÿ rappresentante Demostene mentre si esercita. Secondo la tradizione l'oratore era solito parlare e declamare versi tenendo in bocca dei sassolini in una stanza sotterranea e, per rafforzare la voce, parlava in riva al mare sovrastando il fragore delle onde.

Dopo aver raggiunto la maggiore età, nel 366 a.C., Demostene tentò per due anni di trovare un negoziato con i suoi tutori senza alcun esito poiché nessuna delle parti era disposta a fare alcuna concessione. Nello stesso tempo, persuaso che avrebbe potuto riottenere il patrimonio solo per via giudiziaria, cercò di migliorare le sue capacità oratorie, e pare che in questo periodo sia stato notato, data la sua viva curiosità, dall'oratore Callistrato di Afidne, che al tempo era al culmine della fama. Non è certo chi sia stato il suo mentore: secondo Friedrich Nietzsche, filologo e filosofo tedesco, e Konstandinos Paparrigopulos, uno tra i più noti storici greci, Demostene era uno studente di Isocrate, per Cicerone, Quintiliano e il biografo romano Ermippo, era discepolo di Platone e, infine, Luciano, un retore romano-siriano, elenca i filosofi Aristotele, Teofrasto e Senocrate. Secondo Plutarco, invece, Demostene scelse Iseo come maestro di retorica sia perché riteneva il suo stile meglio adatto a un oratore vigoroso e abile sia perché non poteva pagare la tariffa che pretendeva Isocrate; tale affermazione è confermata dall'archeologo tedesco Ernst Curtius che paragonò la relazione tra Iseo e Demostene a «un'alleanza armata intellettuale». Tali informazioni sono, peraltro, non sicure dato che la Suda ricorda i nomi di Eubulide di Mileto e Platone, Kōnstantinos Tsatsos, professore e insigne accademico greco, e il filologo Henry Weil, al contrario, affermano che non vi siano prove che suoi maestri fossero Platone o Isocrate, mentre Jebb ricorda che non è noto alcun discepolo di Iseo. In ogni caso, secondo l'opinione maggiormente accolta, è da preferirsi Iseo al quale, è stato scritto, Demostene avrebbe pagato 10 000 dracme (poco più di 1,5 talenti), a condizione che Iseo rinunciasse alla propria scuola e che si dedicasse esclusivamente a lui mentre, secondo la Suda, il rapporto era gratuito. Inoltre, quanto al rapporto tra Demostene e Iseo, nell'opinione dello studioso britannico, Richard C. Jebb «difficilmente può essere stato o molto intimo o di durata molto lunga» mentre Tsatsos afferma che Iseo aiutò Demostene a modificare le sue orazioni contro i suoi tutori. Infine, è noto che Demostene fosse un sincero ammiratore dello storiografo Tucidide come è attestato da Luciano.

#### Abilità retorica
Secondo Plutarco, Demostene, al suo primo discorso pubblico, fu deriso dal popolo per il suo stile strano e rozzo, impacciato da frasi lunghe, spezzato con argomenti formali fino a un aspro e sgradevole eccesso Alcuni cittadini, tuttavia, ne riconobbero il talento e, quando l'oratore lasciò, sfiduciato, l'ecclesia, un vecchio di nome Eunomo lo incoraggiò affermando che la sua dizione fosse simile a quella di Pericle. In un'altra occasione, invece, quando l'assemblea si rifiutò di ascoltarlo e lo indusse ad andarsene, un attore di nome Satiro lo seguì per parlargli amichevolmente.
Da ragazzo Demostene soffriva di un difetto di pronuncia: «un'espressione perplessa e indistinta e una mancanza di respiro, che, rompendo e disarticolando le sue frasi, rendeva oscuro il senso e il significato di ciò che diceva». È probabile che Demostene soffrisse di rotacismo, pronunciando la ρ (r) come λ (l); Eschine lo scherniva e si riferiva a lui nei suoi discorsi con il soprannome di "Batalo", inventato dai tutori di Demostene o dai ragazzini con cui giocava da bambino. Secondo Plutarco, Demostene intraprese un programma di allenamento per superare le debolezze e migliorare la sua dizione, espressione e gesti. Secondo la tradizione, quando gli fu chiesto di nominare i tre elementi più importanti di un'orazione, rispose «dizione, dizione e dizione!» ma non è noto fino a che punto tali aneddoti fossero veri o inventati per dare lustro alla sua perseveranza e determinazione.

### Logografo e synegoros
Non avendo riottenuto l'intero patrimonio paterno, Demostene, per guadagnarsi da vivere, scelse di intraprendere la carriera giuridica sia come logografo, scrittore, a pagamento, di orazioni giudiziarie, sia come coadiuvante processuale ("synegoros"). Non è, inoltre, improbabile che, una volta ottenuto un discreto successo, aprisse una scuola di retorica e che portasse i propri discepoli insieme a lui. In ogni caso, non smise più di scrivere discorsi anche se cessò l'attività di "synegoros" una volta entrato nell'agone politico. Egli sembra essere stato in grado di gestire qualsiasi tipo di caso, adattando le sue abilità a quasi qualsiasi cliente, compresi gli uomini ricchi e potenti. Non è improbabile che egli divenisse insegnante di retorica e che portasse gli alunni in tribunale con lui, anche se probabilmente continuò a scrivere discorsi tutta la sua carriera. Infatti, bisogna ricordare che l'oratoria giudiziaria era divenuta un genere significativo nella seconda metà del V secolo a.C. come dimostrano le opere di Lisia, Antifonte e Andocide.
I logografi erano un aspetto peculiare, se non unico, del sistema giudiziario ateniese. In assenza di istruttoria d'ufficio, spettava alle parti l'allegazione dei fatti mentre il giudice istruttore poteva raccogliere ulteriori prove in un'apposita udienza antecedente al dibattimento vero e proprio; durante il procedimento le parti potevano presentare, anche mediante discorsi, testimoni o documenti che però non godevano di particolare favore. Non vi era né un esame incrociato delle prove né istruzioni alla giuria popolare, estremamente numerosa e quindi la soluzione dei casi dipendeva particolarmente dalle orazioni pronunciate dalle parti le quali, però, preferivano rivolgersi a tecnici esperti della parola, i logografi, appunto. La carriera di logografo, inoltre, apriva assai spesso alla carriera politica dal momento che mancava una chiara distinzione tra vita pubblica e privata anche se aveva lo svantaggio di esporre la persona alle accuse delle altre parti e, sebbene fosse possibile scrivere anonimamente, quasi nessun logografo lo faceva per non ridurre il prestigio della propria parte. Così, ad esempio, Eschine accusò Demostene di rivelare gli argomenti dei propri clienti all'avversario, per danaro, e cita in particolare il caso di Formione, ricco banchiere, al quale, nel 350, Demostene aveva scritto un discorso che poi aveva provveduto a rivelare alla controparte, Apollodoro, che, in tale modo, ottenne la condanna a morte dell'avversario. Anche Plutarco, in seguito, avvalorò l'accusa affermando che Demostene spesso scriveva discorsi per entrambe le parti e che, infine, avesse agevolato Apollodoro al solo scopo di ottenere il consenso politico per le impopolari riforme che intendeva proporre all'assemblea, sacrificando il suo buon nome di oratore al vantaggio politico.

### Inizio della carriera politica
Demostene fu probabilmente ammesso al suo demo in qualità di cittadino con pieni diritti nel 366 a.C. dimostrando subito uno spiccato interesse per la politica. Nel 363 e nel 359 a.C. assunse la onerosa liturgia della trierarchia divenendo quindi responsabile per l'allestimento e la manutenzione di una trireme, due anni dopo assunse volontariamente la trierarchia condividendo le spese di una nave, chiamata "Alba", di cui è ancor oggi conservata l'iscrizione pubblica. Nel 348 a.C., divenne corego, pagando le spese di una produzione teatrale. Tra il 355 e il 351 a.C., pur continuando a praticare la professione forense, si dedicò sempre più intensamente agli affari pubblici: in questi anni scrisse due orazioni, la Contro Androzione e Contro Leptine, contro due individui che avevano cercato di abrogare alcune esenzioni fiscali mentre, nella Contro Timocrate e nella Contro Aristocrate, ha sostenuto misure per contrastare la corruzione. Tutti questi discorsi, pronunciati nel corso di procedimenti penali nei confronti di persone accusate di proporre illegalmente testi legislativi, in realtà offrono i primi scorci del programma politico di Demostene basato sulla importanza della marina e sulla costituzione di forti alleanze nazionali.
Al tempo di Demostene, i diversi programmi e partiti politici si sviluppavano attorno a forti personalità, ma non esisteva alcuna propaganda elettorale. Erano i contenziosi giuridici e, talvolta, la diffamazione i principali mezzi per eliminare gli avversari mediante procedimenti giuridici caratterizzati da speciose e infamanti accuse di corruzione. Le accuse, spesso oggetto delle satire della Commedia antica, erano ovviamente sostenute da insinuazioni, illazioni, pettegolezzi e dall'abilità oratoria delle parti e in effetti, come afferma lo storico J. H. Vince there was no room for chivalry in Athenian political life (non c'era posto per la cavalleria nella vita politica ateniese). Le rivalità permisero al demo cittadino di regnare supremo come giudice, giuria e boia e Demostene, ben presto divenne impegnato in tale tipo di lotte sostenendo l'incremento dei poteri e delle competenze dell'Areopago per incriminare individui per tradimento, invocati dall'ecclesia nel processo di "ἀπόφασις".
Nel 354 a.C., Demostene pronunciò il suo primo discorso politico, Περὶ τῶν Συμμοριῶν (Sulle Simmorie), in cui proponeva la riforma delle simmorie. Nel 352 a.C., scrisse la Per i Megalopolitani e l'anno seguente la Per la Libertà dei Rodii opponendosi in entrambi i casi a Eubulo, principale uomo politico dell'epoca, noto per la sua politica di neutralità e di non interventismo negli affari interni delle altre poleis. Infatti, Demostene, contrariamente alla politica di Eubulo, proponeva un'alleanza con Megalopoli contro Sparta o Tebe e di sostenere la fazione democratica di Rodi nelle lotte interne contro gli aristocratici rivelando quindi il desiderio di articolare i bisogni e gli interessi di Atene attraverso una politica decisamente interventista, pronta a sfruttare qualunque opportunità la situazione offrisse. Sebbene i suoi primi discorsi non ebbero successo e rivelano una mancanza di una reale convinzione e di una coerente strategia politica, Demostene si affermò come un'importante personalità politica dell'opposizione alla fazione di Eubulo ed Eschine che, negli anni seguenti, sarebbe divenuto il suo avversario principale in Atene. Gettò le basi per i suoi successi politici futuri al fine di divenire il leader di un suo proprio 'partito', per quanto la nozione moderna di partito è assai controversa e dibattuta tra gli studiosi.

### Demostene e Filippo II

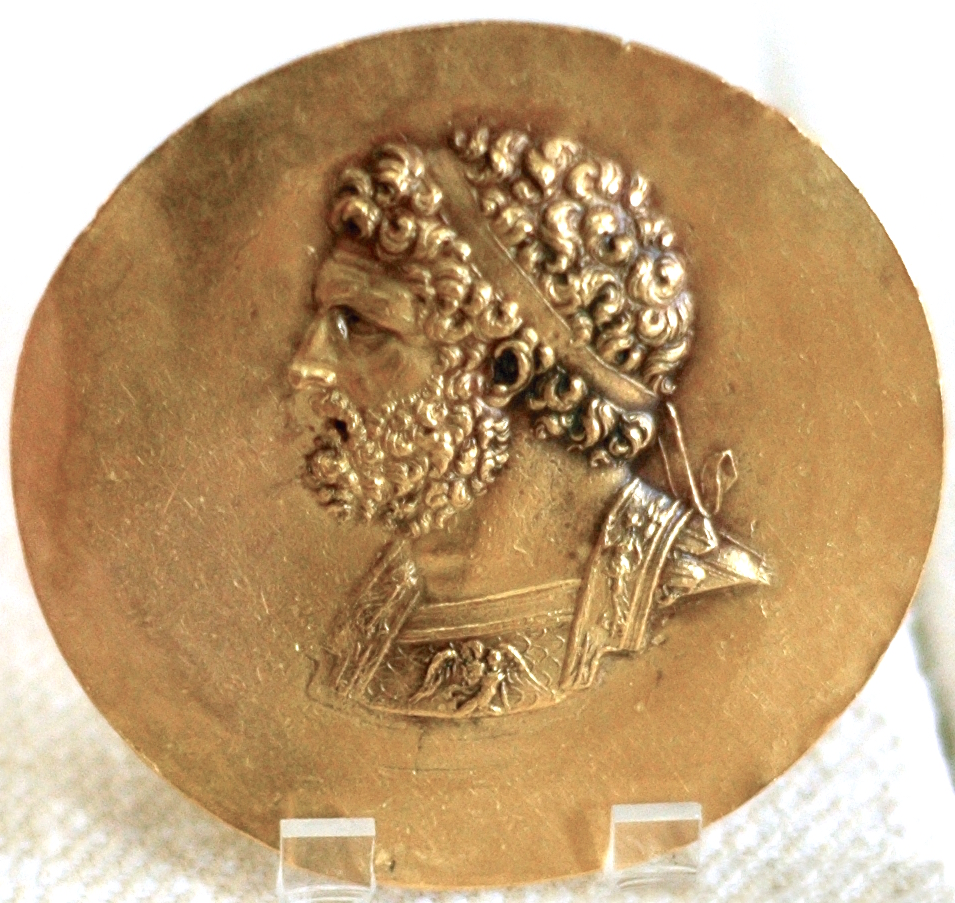
niketerion di Filippo II di Macedonia: coniata a Tarso, c. III a.C. (Cabinet des Médailles, Parigi)

#### Prima Filippica
Sin dal principio, principale bersaglio della politica e delle orazioni di Demostene fu Filippo II, re di Macedonia, che in quegli anni stava attuando una politica egemonica nel bacino dell'Egeo settentrionale, vitale per gli interessi economici e commerciali ateniesi. Infatti, quando nel 357 a.C. Filippo conquistò Anfipoli e Pidna, Atene gli dichiarò formalmente guerra anche se in pratica, per diversi anni, non attuò alcuna spedizione militare e già cinque anni dopo Demostene definiva Filippo come il peggiore nemico di Atene, lasciando presagire per il futuro attacchi ancor più veementi. Nel 352 a.C., le truppe ateniesi bloccarono l'avanzata di Filippo nei pressi delle Termopili ma ciò non fu sufficiente poiché i Macedoni sconfissero i Focesi, alleati di Atene. A seguito della sconfitta dei Focesi, nel 351 a.C., infatti, criticando coloro che derubricavano Filippo come una persona di nessun conto, Demostene lo paragonò al Gran Re di Persia. Sempre in quell'anno, sentendosi oramai abbastanza forte politicamente, prese la parola in merito alla posizione che Atene avrebbe dovuto tenere nei confronti del re macedone. Secondo il parere di Jacqueline de Romilly, filologa francese e membro dell'Académie française, la minaccia di Filippo fu la vera ragion d'essere di Demostene: Filippo era non solo un nemico per l'autonomia di tutte le città greche, ma specialmente il prodotto dell'inazione ateniese e, se anche fosse morto, un altro ne avrebbe comunque preso il posto a meno che Atene non intervenisse energicamente.
Il tema dominante della Prima Filippica (351-350 a.C.) fu la preparazione e la riforma della tesoreria, pilastro della politica di Eubulo, allo scopo di predisporre la resistenza contro il sovrano macedone. Infatti, nel suo appello travolgente per la resistenza, Demostene chiese ai concittadini di prendere ogni misura necessaria, affermando che per un popolo libero non ci può essere stimolo più grande della vergogna per la loro posizione. Infine, fornisce un'accurata e dettagliata strategia da adottarsi contro Filippo prevedendo tra l'altro la costituzione di un'unità di risposta rapida, da reclutarsi ad Atene che sarebbe dovuta costare due oboli al giorno per soldato (dieci dracme al mese). Essendo tale salario inferiore rispetto alla retribuzione media dei lavoratori non qualificati ad Atene, ciò implica che i soldati erano autorizzati al saccheggio dei territori macedoni.

#### Le tre Olintiache
Nel 349 a.C., Filippo II assediò la piazzaforte di Olinto, alleata di Atene e Demostene, criticando ancora una volta l'inerzia dei propri connazionali, tentò, con le tre Olintiache di esortarli a inviare truppe a sostegno della città assediata. In tale occasione, Demostene definì Filippo come un barbaro incivile ma, in ogni caso, la sua azione fu inconcludente poiché Olinto capitolò senza che Atene potesse intervenire. Infatti, quasi contemporaneamente all'assedio della città, gli ateniesi si trovarono impegnati in una guerra in Eubea per evitare che cadesse nelle mani degli alleati di Filippo II, ma anche tale conflitto si concluse con una situazione di stallo non certo favorevole per Atene.

#### Contro Midia
Nel 348 a.C., si verificò un evento singolare: Midia, un ricco ateniese, sostenitore di Eubulo e della spedizione all'Eubea, schiaffeggiò pubblicamente Demostene, all'epoca corego alle Grandi Dionisie, una grande festa religiosa in onore del dio Dioniso. Era, inoltre, un vecchio nemico di Demostene tanto che nel 361 a.C. era penetrato con violenza nella sua casa, accompagnato dal fratello Trasiloco, per prenderne possesso. Demostene, pertanto, decise di perseguire il suo avversario componendo l'orazione Contro Midia che fornisce preziose informazioni sul diritto ateniese del tempo e soprattutto sul concetto di hybris (aggressione aggravata), crimine nei confronti dell'intera città. In uno dei passaggi più noti dell'orazione, Demostene dichiarò che uno Stato perisce se la certezza del diritto fosse minata da uomini ricchi e senza scrupoli e che i cittadini avessero ottenuto l'autorità negli affari di Stato in forza alle leggi. In ogni caso, non è noto se tale orazione fosse stata realmente pronunciata nel dibattimento dal momento che Midia offrì un risarcimento di trenta mine a Demostene che, in seguito, fece dire a Eschine che Demostene si fosse lasciato corrompere.

#### Pace di Filocrate
Quando, nel 348 a.C., Filippo conquistò Olinto, sottomise l'intera penisola calcidica e tutti gli Stati della federazione calcidica. Dopo queste vittorie macedoni, Atene si volse a cercare un compromesso, caldeggiato, tra gli altri, anche da Demostene e l'anno seguente fu inviata a Pella una delegazione ufficiale composta da Demostene stesso, Eschine e Filocrate, per negoziare un trattato di pace. Al riguardo, è nota la diceria secondo cui Demostene svenne al suo primo incontro con il re macedone. L'ecclesia accettò i pesanti termini imposti da Filippo compresa la rinuncia a ogni pretesa su Anfipoli ma, quando la delegazione giunse alla capitale macedone per ratificare l'accordo, Filippo era assente per una spedizione all'estero, sperando, nel frattempo, di poter occupare altri territori soggetti ad Atene. Preoccupato per il ritardo, Demostene suggerì di raggiungere Filippo per ratificare il trattato senza indugio ma, nonostante ciò, gli inviati rimasero a Pella finché Filippo non concluse con un successo la campagna in Tracia.
Filippo giurò sul trattato, ma in ogni caso era riuscito a ritardare la partenza degli inviati ateniesi, i quali avrebbero ancora dovuto ricevere i giuramenti da parte degli alleati macedoni in Tessaglia e altrove che, quindi, ebbero il tempo per consolidare le rispettive posizioni. Infine, Filippo accompagnò a Fere la delegazione ateniese dove, insieme ai suoi alleati, giurò sul trattato, per poi preparare un corpo di spedizione contro i Focesi, mentre Demostene accusava gli altri colleghi di venalità e di aver agevolato i piani di Filippo. Dopo la conclusione del trattato, Filippo oltrepassò le Termopili e sottomise definitivamente la Focide senza che Atene intervenisse e ottenne, con il supporto di Tebe e della Tessaglia, anche il seggio dei Focesi presso la Lega anfizionica. Infine, nonostante una certa riluttanza, Atene accettò l'ingresso di Filippo nel Consiglio della Lega e Demostene non si oppose, anzi raccomandò tale posizione nell'orazione Sulla Pace. Tale orazione può essere considerata come un punto di svolta della carriera politica di Demostene, che aveva capito che, per condurre la città contro Filippo, avrebbe prima dovuto regolare il tono ed essere meno partigiano.

#### Seconda e Terza Filippica

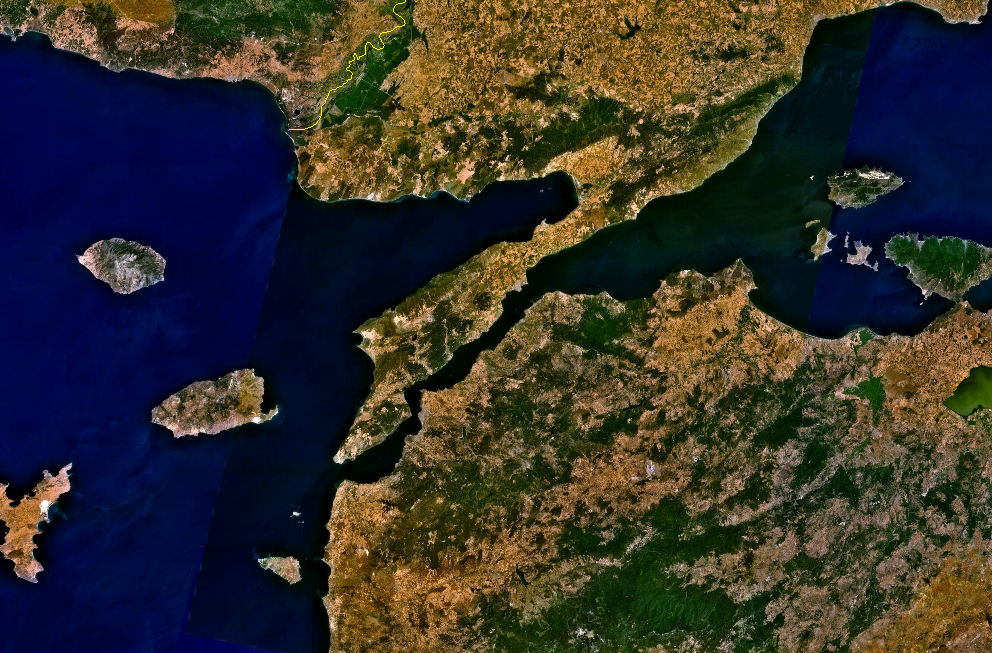
Immagine satellitare della penisola del Chersoneso, attualmente nota come penisola di Gallipoli, principale pomo di discordia tra Atene e Filippo II

Nel 344 a.C. Demostene viaggiò per tutto il Peloponneso allo scopo di staccare le varie città dalla possibile influenza della Macedonia, ma ottenne solo che alcune città inviassero un'ambasceria ad Atene per protestare contro l'attività di Demostene. In risposta, Demostene compose la Seconda Filippica che si scagliava contro il sovrano macedone e lo dipingeva come un barbaro; l'anno seguente scrisse in un procedimento per alto tradimento contro Eschine l'orazione Sulla falsa ambasceria, ma non ottenne la condanna per trenta voti (su 1 501).
Nel 343 a.C., Filippo II fu costretto a condurre una spedizione in Epiro e nell'anno seguente in Tracia e pertanto negoziò con gli ateniesi alcune modifiche alla pace di Filocrate. Tuttavia, quando Filippo si avvicinò presso il Chersoneso, attualmente conosciuto come penisola di Gallipoli, Diopeite, generale ateniese, attaccò e saccheggiò le coste della Tracia, già sotto controllo macedone, scatenando la furia del re. A seguito del fatto, fu convocata l'ecclesia e in questa sede Demostene recitò l'orazione Sul Chersoneso, con cui riuscì a convincere i propri cittadini a non richiamare Diopeite. Nello stesso anno scrisse la Terza Filippica, il migliore dei suoi discorsi politici. In tale orazione, usando tutta la forza della sua eloquenza, Demostene chiese alla città di agire risolutamente contro Filippo affermando anche che sarebbe stato meglio morire mille volte piuttosto che pagare le scuse al re. L'orazione, infine, diede a Demostene il controllo della politica ateniese, indebolendo non poco la forza della fazione neutralista di Eubulo ed Eschine.

#### Battaglia di Cheronea

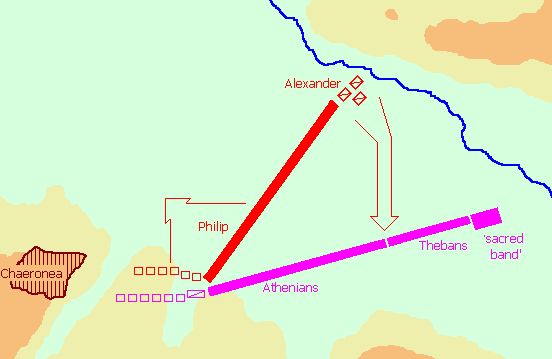
Manovre della battaglia di Cheronea

Nel 341 a.C. Demostene fu inviato a Bisanzio per convincerla a rinnovare l'alleanza con Atene e, grazie a manovre politiche, ottenne anche l'adesione di Abido provocando inevitabilmente la rabbia di Filippo II e il rifiuto da parte dell'ecclesia di richiamare Demostene e di denunciarne la politica, di fatto costituì una dichiarazione di guerra alla Macedonia. In ogni caso il conflitto tra Atene e Macedonia non scoppiò e, nel 339 a.C., Filippo II, dopo aver accusato gli abitanti di Anfissa di aver profanato un terreno consacrato, indusse i Tessali, suoi alleati, a chiedere la convocazione del consiglio dell'anfizionia per infliggere una dura multa ai colpevoli. Eschine, rappresentante ateniese presso l'anfizionia, concordò con la posizione espressa e sostenne che Atene avrebbe dovuto partecipare al congresso, Demostene si oppose e infine gli Ateniesi decisero di astenersi dalla decisione.
Risultato dell'assemblea, fu l'invio di una spedizione miliare contro la Locride, di cui Anfissa faceva parte, che, tuttavia, fallì permettendo a Filippo di condurre una seconda campagna per conto dell'intera Anfizionia. Nell'inverno del 339-338 a.C., Filippo, oltrepassate le Termopili, conquistò Anfissa poi penetrò nella Focide e, seguendo il corso del Cefisso, conquistò Elateia e ne restaurò le mura, consolidando il suo controllo sulla Grecia continentale. Atene allora stipulò, in funzione anti-macedone, un'alleanza con l'Eubea, Megara, l'Acaia, Corinto, l'Acarnania e diverse città del Peloponneso e inviò Demostene a Tebe per indurre anche i Beoti a entrare nell'alleanza. Filippo, provò anch'egli a inviare un'ambasceria presso i Beoti, ma alla fine costoro preferirono Demostene che, a nome di Atene, riconobbe il controllo di Tebe sulla Beozia, il comando delle forze armate e infine che Atene avrebbe pagato i due terzi delle spese di guerra. Filippo, mentre gli Ateniesi e i loro alleati approntavano le truppe, provò a placare i suoi avversari offrendo un nuovo trattato di pace che, però, fu sdegnosamente rigettato.
Dopo alcune schermaglie favorevoli alla lega, Filippo riuscì a trascinare gli avversari in una pianura nei pressi di Cheronea, ove il suo esercito, maggiormente addestrato, sconfisse quello avversario. Nella battaglia, Demostene combatté come semplice oplita per poi essere costretto anch'egli a ritirarsi in città. A tale proposito si racconta che Filippo, dopo la battaglia, lo deridesse pubblicamente: si dice che gozzovigliò ubriaco sui cadaveri dei nemici e cominciò a cantare ripetendo le parole iniziali del decreto voluto da Demostene, col quale si era deliberata la guerra contro i Macedoni; smise quando Demade, oratore ateniese catturato sul campo, pur essendo un avversario di Demostene, gli ricordò che con quegli insulti egli, da Agamennone, si era abbassato al ruolo di Tersite.

### Ultimi anni

#### Demostene e Alessandro Magno

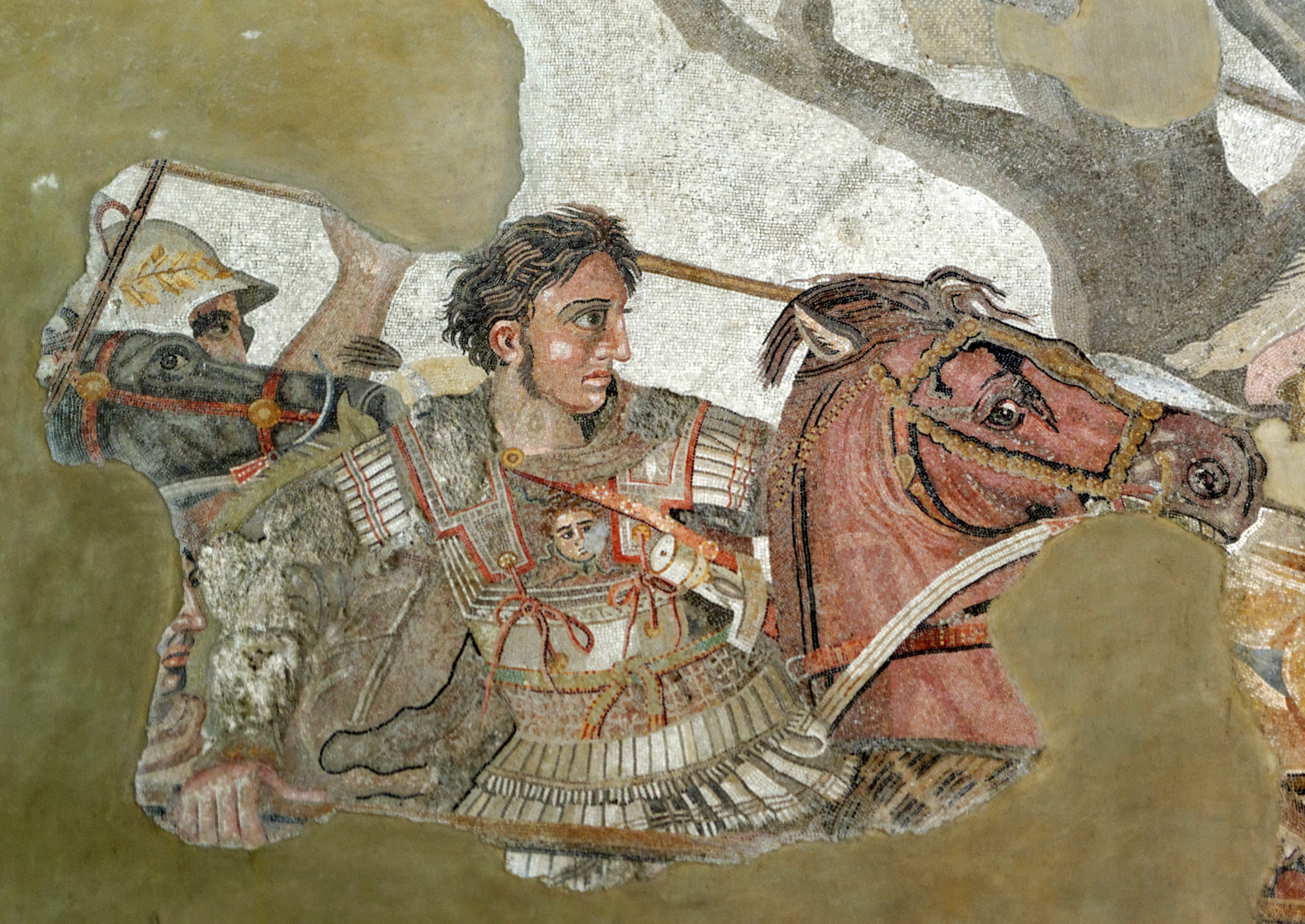
Alessandro Magno alla battaglia di Isso, mosaico romano di Pompei, copia di un dipinto originale greco andato perduto

Dopo Cheronea, Filippo impose una dura sanzione a Tebe, ma accettò di stipulare con Atene una pace a condizioni assai miti; Demostene, invece, fece approvare dall'assemblea il suo progetto di rafforzare la cinta muraria e ottenne l'onore di pronunciare l'orazione funebre per i caduti. Nel 337 a.C. Filippo istituì la Lega di Corinto, una confederazione di Stati greci sotto la sua guida, e tornò a Pella ove l'anno seguente fu assassinato durante il matrimonio della figlia Cleopatra con Alessandro I e l'esercito proclamò il ventenne Alessandro come nuovo sovrano. Il cambio di leadership suscitò nei Tebani e negli Ateniesi la speranza di riconquistare la piena indipendenza e Demostene elogiò pubblicamente l'assassino di Filippo giungendo perfino, scrive Eschine, a fare offerte di ringraziamento nel periodo di lutto derivatogli dalla morte della figlia. Poi, inviò emissari al generale Attalo, suocero di Filippo e avversario di Alessandro il quale, però, mosse rapidamente le truppe sulla Beozia e la indusse a giurare nuovamente fedeltà. Nel 335 a.C. Alessandro si sentì libero di condurre una campagna nel Nord, ma Demostene fece diffondere la notizia, falsa, che l'intero corpo di spedizione fosse stato massacrato dai Triballi e, grazie anche al cospicuo finanziamento inviato dal gran re Dario III, indusse Ateniesi e Tebani alla rivolta. Alessandro reagì immediatamente assediando e facendo radere al suolo Tebe per poi puntare su Atene; solo un'ambasceria, guidata da Focione, esponente della fazione neutralista, fu in grado di convincere Alessandro a non attaccare la città.

#### L'orazioneSulla corona
Nonostante le iniziative sfortunate contro Filippo e Alessandro, gli Ateniesi rispettavano Demostene. Gli venne conferito in quel periodo l'incarico di teichopoios, ovvero sovrintendente alla manutenzione e alla costruzione delle mura ateniesi. Nel 336 a.C. l'oratore Ctesifonte propose che Atene rendesse onore a Demostene per i suoi servigi alla città conferendogli, secondo l'usanza, una corona d'oro ma, sei anni dopo, tale proposta divenne una questione politica quando Eschine perseguì Ctesifonte per irregolarità.
Nel suo discorso più brillante, l'orazione Sulla corona Demostene difese efficacemente Ctesifonte attaccando con veemenza i sostenitori della pace con la Macedonia, affermando, con orgoglio, di non essere pentito per le sue azioni e insistette sul fatto che l'unico obbiettivo della sua politica fosse il prestigio e l'ascesa del proprio paese. Eschine, sebbene avesse addotto obiezioni incontestabilmente valide dal punto di vista giuridico, fu sconfitto e costretto all'esilio.

#### Lo scandalo di Arpalo

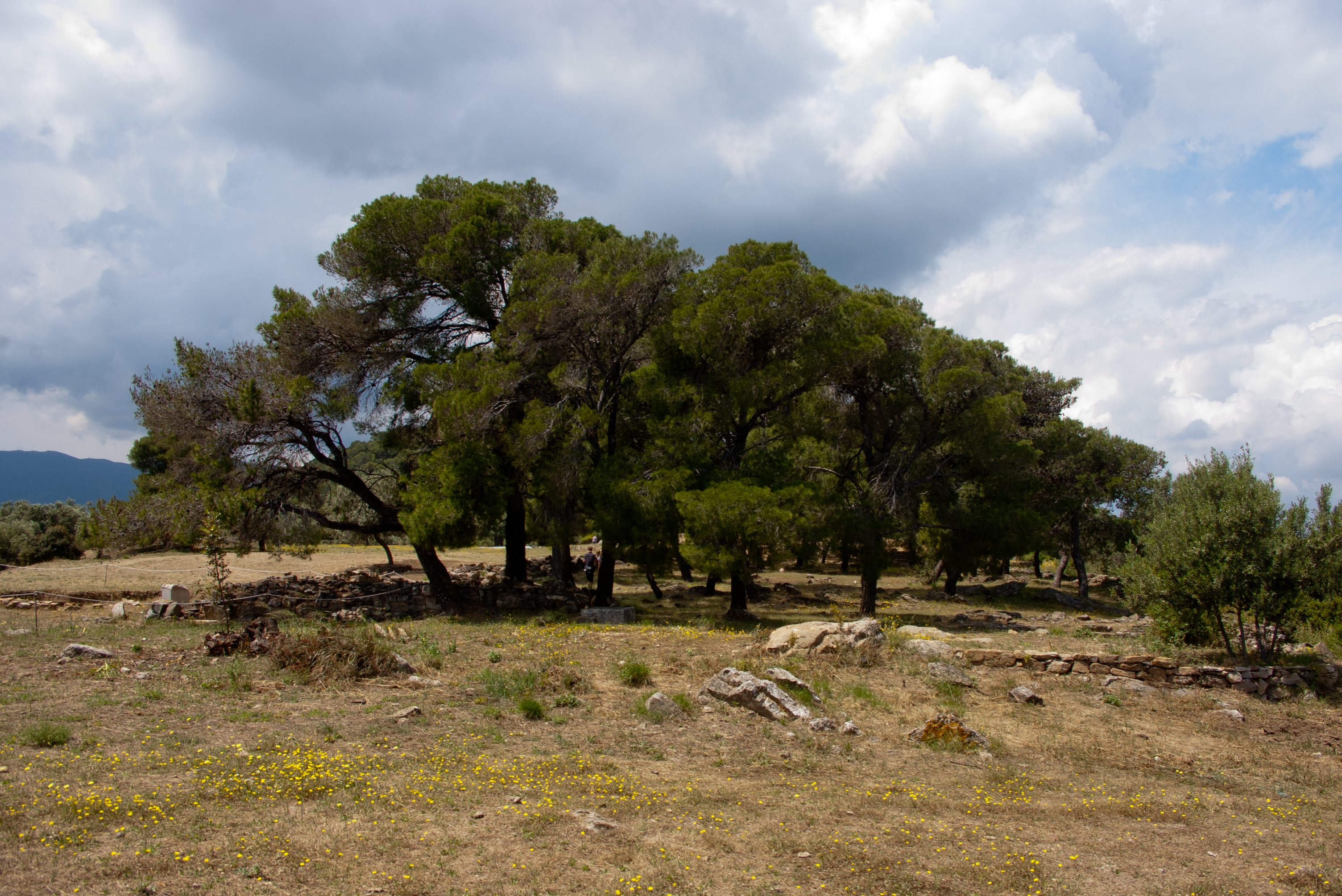
Il sito del tempio di Poseidone a Calauria ove Demostene passò gli anni dell'esilio e si suicidò

Nel 324 a.C. Arpalo, tesoriere di Alessandro Magno, disertò e cercò rifugio ad Atene portando con sé una rilevante somma di denaro; l'assemblea, inizialmente, rifiutò di accoglierlo, ma poi, su consiglio di Demostene, fu ammesso in città per essere arrestato a seguito di una proposta di Demostene e Focione, approvata nonostante l'opposizione di Iperide. L'assemblea decise di prendere il controllo del denaro di Arpalo, affidandolo a un comitato presieduto da Demostene; in seguito tale comitato si accorse che solo una metà della somma, che Arpalo aveva dichiarato di possedere, era effettivamente presente. Il deficit non venne reso noto ma, quando il tesoriere fuggì, l'Areopago incriminò Demostene, mentre Iperide lo accusava di non aver rivelato la mancanza in quanto era stato corrotto da Arpalo stesso. Demostene fu condannato al pagamento di una pesante multa, per evitare la quale fuggì a Calauria anche se fu presto richiamato in città.

#### Morte
Alla morte di Alessandro, Demostene esortò nuovamente gli Ateniesi a cercare l'indipendenza dalla Macedonia e fu l'ispiratore della guerra lamiaca, ma Antipatro, reggente di Macedonia, sedò facilmente ogni opposizione, pose un presidio a Munichia e pretese la consegna di Demostene e Iperide e di tutti gli esponenti della fazione anti-macedone. Ottenuta la condanna da parte dell'assemblea, Antipatro fece giustiziare gli agitatori più importanti, mentre Demostene era fuggito presso il santuario di Poseidone di Calauria, piccola isola davanti a Trezene.
In seguito Archia, incaricato da Antipatro di scovare gli antimacedoni fuggiti da Atene, scoprì dove si era rifugiato Demostene e con un drappello di soldati andò a catturarlo. Tentò prima di convincere Demostene a uscire dal santuario e andare insieme da Antipatro, promettendogli l'incolumità; Demostene, tuttavia, capendo che l'altro fingeva, gli rispose: «Archia, non mi hai mai convinto da attore; non mi convincerai ora con le tue promesse», scatenando l'ira del generale. Demostene, a quel punto, prevenendo l'intervento degli avversari, si spostò all'interno del tempio e, preso un foglio, finse di voler scrivere una lettera d'addio ai famigliari, assumendo in realtà un potente veleno per morire poco dopo ai piedi dell'altare. Secondo Aristone, Demostene assunse il veleno direttamente dalla penna, mordicchiandola per qualche minuto; altri tramandano che l'oratore assunse il veleno bevendo da una pezzuola che portava sempre con sé. Un'ulteriore versione, riportata da Eratostene, sostiene che l'avvelenamento fu dovuto a un bracciale cavo che portava al polso.
Anni dopo gli Ateniesi eressero una statua in suo onore e decretarono che i suoi discendenti sarebbero stati ospitati nel Pritaneo; sulla base della statua fu scolpita la frase "Se avessi avuto, o Demostene, forza pari all'intelletto, mai sui Greci avrebbe regnato il Macedone Ares." Secondo Demetrio di Magnesia questa fu la frase che Demostene scrisse sul foglio prima di morire; altri, invece, raccontano che le uniche parole che riuscì a scrivere prima che il veleno facesse effetto siano state "Demostene ad Antipatro".

## Considerazioni

### Attività politica
Demostene ricevette ampie lodi da Plutarco per via della sua coerenza e, riprendendo Teopompo, ricorda che egli militò nella stessa fazione fino alla sua fine e che mantenne fede alle proprie convinzioni al punto da rinunciare alla vita. Polibio, invece, criticò aspramente la politica di Demostene accusandolo di aver lanciato calunnie nei confronti di grandi uomini della sua e di altre città e bollandoli come traditori dei Greci, aggiunse che l'unico suo pensiero fisso fosse Atene e sottolineò quanto l'unico frutto della sua politica fosse la disfatta di Cheronea per poi affermare che le conseguenze sarebbero state ben peggiori se non fosse stato per la magnanimità di Filippo e Alessandro. Paparrigopoulos da un lato esalta il patriottismo di Demostene, ma d'altro canto lo giudicò miope per non aver compreso che gli antichi Stati greci sarebbero potuti sopravvivere solo sotto la guida della Macedonia. Mentre altri lo accusano di non essere mai stato in grado di prevedere il trionfo di Filippo.
In sintesi, gli storici condividono l'opinione che Demostene abbia sopravvalutato la forza di Atene e l'abbia indotta ad affrontare una sfida cui non era affatto preparata: la città, infatti, aveva perduto gran parte degli alleati nell'Egeo e dovette affrontare un rivale che aveva ormai consolidato il proprio controllo sulla Macedonia e deteneva importanti risorse minerarie. In ogni caso, osserva sempre Carey, Demostene, migliore come oratore che come politico o stratega, aveva una visione di cui Eschine e Focione mancavano e che questo impedì loro di gareggiare con il primo. Demostene, infatti, chiese agli Ateniesi di scegliere ciò che è giusto e onorevole, ancora prima della loro sicurezza, e il popolo preferiva di gran lunga l'attivismo del primo alla tattica attendista dei secondi; la stessa disfatta di Cheronea fu nient'altro che il prezzo da pagare per il tentativo di mantenere la libertà e il prestigio.
Bisogna, inoltre, ricordare che il successo non può essere il criterio fondamentale per giudicare le azioni di personaggi storici come Demostene che sono stati motivati da forti ideali. Ad Atene Filippo II chiedeva di sacrificare libertà e democrazia mentre Demostene agognava l'antico splendore della città e, per far rivivere tali valori, divenne un vero e proprio "educatore del popolo", come scrisse Werner Jaeger.

### Esperienza militare
Come riportano gli storici, il fatto che Demostene abbia combattuto nella battaglia di Cheronea come semplice oplita, rivela una forte inesperienza bellica. Infatti, ricorda lo storico Thomas Babington Macaulay è proprio al tempo di Demostene che la divisione tra cariche politiche e militari inizia a farsi marcata con la sola eccezione di Focione, che fu abile oratore e ricoprì la strategia. Quanto a Demostene, risulta evidente che non fosse affatto versato nelle attività belliche, mancava di vigore, resistenza fisica ed era carente di una visione d'insieme della propria strategia.

### Stile

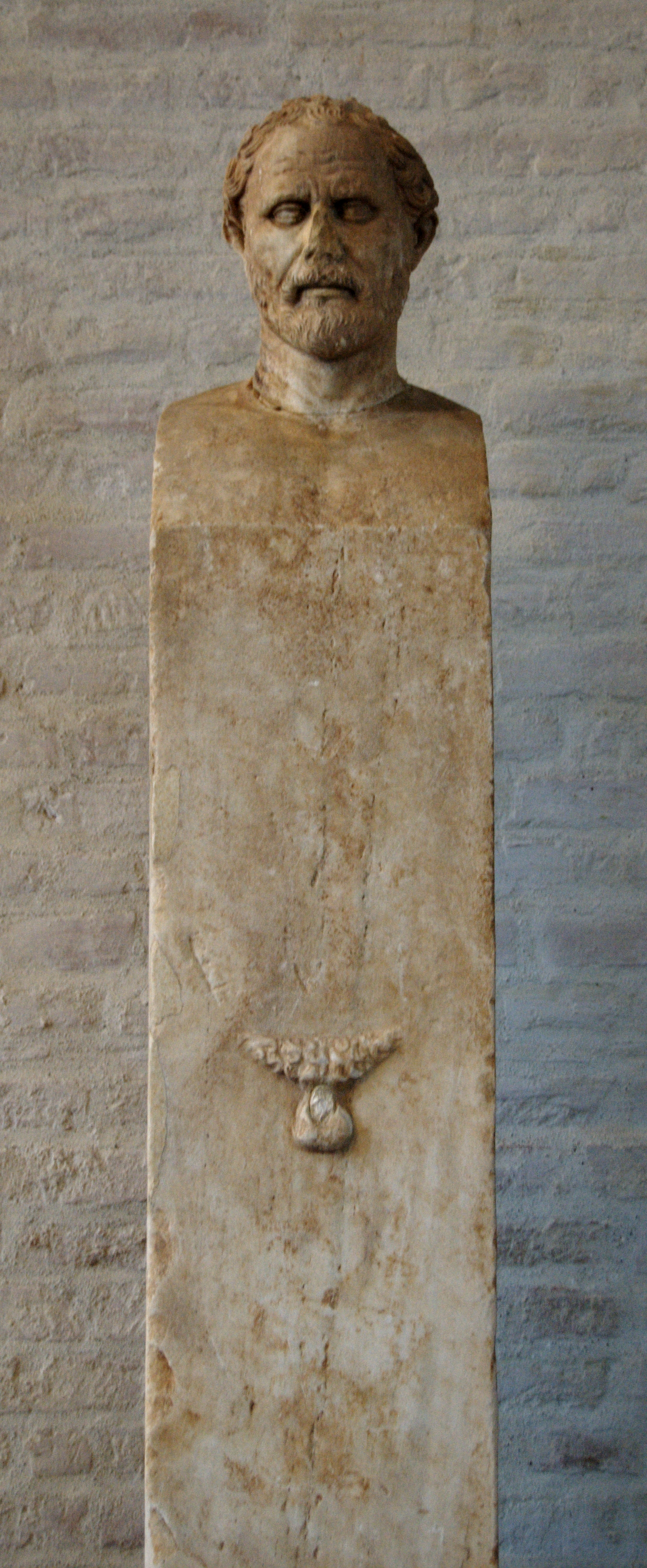
Erma di Demostene; la testa è una copia di una statua commemorativa di bronzo, opera di Policleto, posta nell'agorà. Ritrovata nel 1825 al Circo di Massenzio, l'erma è conservata alla Gliptoteca di Monaco.

È riconosciuto che lo stile di Demostene, per quanto peculiare e sviluppato autonomamente, sia stato influenzato, specialmente per le orazioni ascrivibili all'inizio della carriera, da Lisia e Iseo. In ogni caso, anche le opere della giovinezza, per quanto talora poco fini, imprecise e standardizzate, mostrano scorci di un talento notevole: forte logica intellettuale, magistrale selezione (e omissioni) di fatti, affermazione fiduciosa della giustezza del caso, l'espressione artistica di opinioni motivate. Secondo lo storico e retore Dionigi di Alicarnasso, Demostene rappresentò lo zenit della prosa attica e, come Dionigi, anche Cicerone affermò che l'oratore ateniese riunì le migliori caratteristiche degli stili in uso e che primeggiò in tutti e tre: mediano, arcaico, elegante e pertanto è possibile considerarlo un oratore consumato, abile nell'uso delle tecniche. Invece, secondo lo studioso classico Harry Thurston Peck, Demostene risulta assai poco abile nel coinvolgimento emotivo dal momento che, esponente della scuola attica, rifiuta ogni forma di ornamento eclatante, non è capace di arguzia, umorismo o vivacità, almeno nella moderna accezione dei termini e conclude che la sua fortuna è essenzialmente dovuta al forte intreccio tra Demostene stesso e i principi politici da lui seguiti e, riportando l'opinione di Jaeger, aggiunse che erano le imminenti decisioni politiche a rendere affascinanti i discorsi di Demostene. Altri, al contrario, fanno notare quanto lo stile di Demostene, armonizzandosi con il fervente impegno politico, coniughi repentinità con profonde pause riflessive, brevità e ampiezza.
Il lessico è semplice, quasi ordinario, mai inverosimile o artificiale tanto da far affermare a Jebb che Demostene era un vero artista cui l'arte si inchinava e obbediva, capace di una forte intensità, stigmatizzata da Eschine come ricchezza di immagini assurde o incoerenti.
Per Dionigi di Alicarnasso, l'unico inconveniente è la totale mancanza di umorismo che, però, Quintiliano considera come virtù e Cicerone, sebbene fosse ammiratore dell'oratore ateniese, sottolinea quanto talvolta non fosse soddisfatto dall'espressione; in ogni caso, secondo il parere di Plutarco, era noto per le sue battute caustiche. Tuttavia, la critica principale imputata a Demostene è la sua riluttanza a parlare a braccio tanto che assai spesso si rifiutava di commentare argomenti che prima non avesse approfondito accuratamente e si rifiutava di presentarsi alla tribuna anche quando il popolo lo chiamava insistentemente e per nome, venendo per questo schernito dai suoi avversari; ogni sua orazione, pertanto, risulta essere frutto di un profondo lavoro di compilazione e limatura, dovuta a una vera e propria forma di rispetto nei confronti degli ascoltatori, come egli stesso ammetteva.
Assai importante è il ritmo della prosa e la strutturazione, estremamente versatile con passaggi da periodi lineari e asciutti, ad altri concitati e incalzanti ed è noto che Cicerone si ispirasse alla struttura delle orazioni di Demostene per poi riportare in due passaggi del Brutus che Demostene considerava i gesti e la voce assai più importanti dello stile. Infatti, per quanto gli mancasse la voce suadente di Eschine e l'abilità di improvvisazione di Demade, Demostene fu molto abile a far uso della mimica per accentuare il significato delle parole e così proiettare le sue idee e i suoi argomenti con maggiore forza di chiunque altro. Tale aspetto, però, non essendo parte integrante della formazione retorica del tempo, non fu accettato da tutti: Demetrio Falereo e numerosi comici del tempo ridicolizzavano la teatralità di Demostene ed Eschine gli anteponeva Leodama di Acarne.
Concludendo, un giudizio d'insieme sul suo stile può essere quello riportato da Plutarco (Comp. Demosth.-Cic. I 2, 4; II 2):
«Demostene riversava nella retorica quanto di razionale aveva per natura o per preparazione, superando per chiarezza e potenza i rivali nell'oratoria assembleare e giudiziaria, mentre per peso e solennità quella epidittica e per sottigliezza e tecnica l'oratoria sofistica.»
«Demostene, infatti, lontano da ogni abbellimento e gioco, volto alla potenza e alla sostanza, non odora di chiuso, …, ma di bere acqua e di pensieri e della cosiddetta asprezza e quasi odiosità di carattere.»
«Perciò, Demostene è più serio e più dignitoso, riconoscendo che la sua forza è l'esperienza e che ha bisogno in gran parte dalla benevolenza degli ascoltatori, mentre ritiene meschini e banali, come poi lo sono, quelli che di questo si vantano.»

### Fama

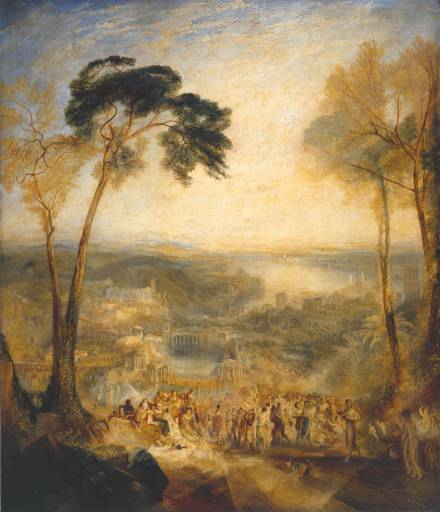
Dipinto di William Turner (1838) rappresentante Frine, nelle sembianze di Afrodite, mentre si reca ai bagni e Demostene schernito da Eschine

Demostene godette di una fama duratura nel corso dei secoli che perdura fino a oggi.
Nella Roma antica, infatti, autori come Longino e Cecilio considerarono la sua oratoria come sublime, Giovenale lo esaltò come un "largus et exundans ingenii fons" ("grande e traboccante fontana del genio"). Cicerone non soltanto ne fu ammiratore, ma chiamò Filippiche le proprie orazioni contro Marco Antonio in evidente segno di imitazione del ruolo politico di Demostene e in merito Plutarco stesso sottolinea le connessioni tra Cicerone e Demostene.
Nel corso del Medioevo e del Rinascimento, Demostene mantenne la propria reputazione e fu letto assai più di ogni altro oratore, tranne, forse, Cicerone. Nel Rinascimento, lo scrittore e avvocato francese Guillaume du Vair elogiò i suoi discorsi per la loro disposizione abile e stile elegante, mentre per John Jewel, vescovo di Salisbury e Jacques Amyot, Demostene fu l'oratore "supremo" e Thomas Wilson, che fu il primo a tradurne le opere in inglese, Demostene non solo era un oratore abile, ma anche uno statista autorevole, una "fonte di saggezza" ed è, inoltre, significativo che la traduzione della Prima Olintiaca, eseguita su mandato del cardinale Bessarione, fosse stata utilizzata a scopo di incitamento alla crociata contro i turchi che avevano appena conquistato Costantinopoli.
Nell'Età moderna, oratori come Henry Clay ne imitarono le tecniche mentre le sue idee e i suoi principi influenzarono non poco i rivoluzionari americani (in particolare i federalisti) e i principali oratori della Rivoluzione francese mentre lo storico e politico tedesco Barthold Georg Niebuhr adoperò la traduzione tedesca della Prima Filippica contro Napoleone.
Infine, agli inizi del Novecento, il primo Ministro francese Georges Clemenceau, scrisse un libro su Demostene idealizzandone le virtù e le capacità mentre il filosofo (e filologo) Nietzsche sovente ne reinterpretava lo stile.

## Opere
Le opere più famose di Demostene sono il gruppo di orazioni politiche costituito dalle quattro Filippiche, dalle tre Olintiache e dal discorso Sulla corona (Περὶ τοῦ στεφάνου).
La pubblicazione e la distribuzione dei testi e delle orazioni era pratica comune nell'Atene del IV secolo a.C. e pertanto è praticamente certo che Demostene abbia pubblicato alcune o tutte le proprie opere, ma non è da escludere che Demostene, prima della pubblicazione, abbia rivisto e interpolato i discorsi che effettivamente aveva pronunciato..
Dopo la sua morte, è probabile che i testi fossero rimasti ad Atene fino a entrare nella biblioteca personale di Pomponio Attico, grande amico di Cicerone oltre che alla Biblioteca di Alessandria.
I testi alessandrini poi furono inseriti nel corpo della letteratura greca e quindi sono stati quelli effettivamente conservati, catalogati e studiati durante l'età ellenistica e la dominazione romana e furono praticamente i soli a sopravvivere all'Alto Medioevo e a giungere ai nostri giorni.
In sintesi, si attribuiscono a Demostene ben sessantuno orazioni, alle quali vanno aggiunte nove di cui è conosciuto solo il titolo e alcuni frammenti, mentre per altri è possibile che siano stati attribuiti a Demostene, ma che in realtà sarebbero dovute all'opera di altri autori. In ogni caso l'intero corpus deriva da quattro manoscritti del X e dell'XI secolo d.C.
Oltre ai discorsi, sono giunti cinquantasei prologhi che erano stati raccolti e creduti autentici da Callimaco, ma che ormai sono oggetto di forti controversie in merito alla loro autenticità. Anche la paternità di sei lettere, attribuite a Demostene, è dibattuta.

### Orazioni
Le 61 orazioni pervenute si possono dividere in tre (secondo la classificazione aristotelica) o quattro gruppi tematici.
Discorsi politici
I-XVII: detti anche, con termine greco, demegorie (demos "popolo" + agoreuo "parlare"), coprono un arco di tempo che va dall'esordio di Demostene nel 354 a.C., con l'orazione Sulle simmorie, su un progetto di riforma della flotta, al 336 a.C., quando l'oratore si scagliò contro una presunta violazione macedone dei patti stipulati da Alessandro con Atene. In numero di 17, tra le demegorie spiccano le tre Olintiache e le quattro celebri Filippiche.
Discorsi giudiziari
XVIII-XXVI: tra questi otto discorsi, va ricordato quello celeberrimo Sulla corona. Nel 336 a.C. il politico Ctesifonte aveva proposto l'assegnazione della corona civica a Demostene per le sue benemerenze: tale proposta fu attaccata da Eschine come anticostituzionale, in quanto onorava un magistrato ancora in carica e, soprattutto, perché la politica di Demostene era stata tutt'altro che buona per la città. In quest'orazione, che è il suo capolavoro, Demostene ribatte alle accuse con una sorta di autobiografia politica che è al tempo stesso un appassionato atto di fede verso la patria.
Discorsi privati
XXVII-LIX: inclusi da parte della dottrina tra i discorsi giudiziari, costituiscono il gruppo più nutrito del corpus demostenico (32 orazioni) e ci mostrano l'oratore calato nei conflitti interni dell'epoca più tormentata per Atene. Tra l'altro, le orazioni più antiche sono quelle Contro Afobo e Contro Onetore (XXVII-XXXI), suoi tutori, condotte nel processo del 364 a.C. per recuperare il proprio patrimonio. Tra l'altro, alcune orazioni spurie fanno luce su un oratore minore del partito demostenico, Apollodoro, figlio di Pasione, di cui le orazioni (XLV-XLVI, XLIX-L, LII-LIII e forse la LIX) sono giunte in questo corpus perché gli antichi le ritenevano scritte da Demostene.
Orazioni epidittiche
LX-LXI: su questo piccolo gruppo pesano forti sospetti di inautenticità, probabilmente nutriti anche dagli editori antichi, che posero i due discorsi al termine della raccolta. L'Epitaffio per i caduti della battaglia di Cheronea (338 a.C.) sarebbe spurio, così come concordemente non demostenico è l'Erotico, che riprende la consueta tematica sull'amore e sarebbe stato composto in età successiva su imitazione di quello pseudo-lisiano contenuto nel Fedro platonico.

### Opere minori e perdute
Nel corpus, inoltre, sono pervenute anche opere non pienamente raggruppabili sotto l'etichetta di orazioni.
Proemi assembleari
Sono esordi di orazioni, in numero di 56, pervenute come esempi di introduzione a una demegoria, su esempio di quelli lisiani. La stessa IV Filippica è composta unendo questi esordi (Canfora), veri e propri svolgimenti adatti a qualsiasi argomento che, come nota Canfora, questi "pezzi sparsi" documentano l'attività politica di Demostene, integrando le orazioni intere del gruppo assembleare.
Lettere
Questa raccolta di sei lettere è di dubbia autenticità, come del resto molti epistolari antichi. Sembra che siano autentiche solo le lettere I-IV, che concernono questioni legate al periodo dell'esilio di Demostene e sembrano proseguire l'apologetica che l'autore aveva espresso nell'orazione Sulla corona: notevole, per ricostruire la politica demostenica posteriore a Cheronea - di cui non abbiamo testimonianza oratoria - la breve lettera VI, un biglietto che informa gli Ateniesi dei progressi compiuti nel reclutamento di alleati durante la guerra lamiaca.
Opere perdute
Tra le orazioni perdute risultano i titoli di un'orazione Sui retori, di argomento epidittico, un discorso Contro Demade, contro il politico filomacedone e noto improvvisatore, un'orazione pronunciata Sul sacco di Tebe, dopo la conquista e la distruzione di Tebe da parte di Alessandro Magno nel 335 a.C., che aveva notevolmente impressionato e infiacchito la resistenza alla Macedonia.
Sono giunti anche 70 Apoftegmi, detti celebri pervenuti in varie raccolte.